# Seututie 897
La route régionale 897 (finnois : Seututie 897) est une route régionale allant de Alajärvi à Suomussalmi jusqu'à Näljänkä à  Suomussalmi en Finlande,,.

## Présentation
La seututie 897 est une route régionale de Kainuu.
Elle part de la valtatie 5 et se termine en croisant la seututie 800 après un parcours de 30 kilomètres.